# アルグルコシダーゼ アルファ
アルグルコシダーゼ アルファ（Alglucosidase alfa）は、ポンペ病に対し酵素補充療法を行うための医薬品であり、マイオザイムの商品名でオーファンドラッグとして開発された。ポンペ病に治療効果がある初めての薬である。

## 概要
希少疾病用医薬品製造会社である「ジェンザイム」により開発された。ポンペ病はα1,4グリコシダーゼという酵素の欠損によりあらゆる細胞のライソゾームにグリコーゲンが大量に蓄積する病態である。マイオザイムはこの欠損酵素を補充する酵素補充療法のための薬剤であり、それによりポンペ病の病態を改善させることができる。欧州連合（EU）では2006年3月に認可され、2003年4月にアメリカ食品医薬品局（FDA）により子供への酵素補充療法の薬剤として認可された。日本においては、患者団体の強い要望もあり、2006年2月には希少疾病用医薬品に指定され、2007年4月18日に製造承認を取得し、同年6月8日に薬価収載、同年6月11日に発売された。アメリカのポンペ病患者の父親がマイオザイム開発のために奔走しており、その様子は2010年に「小さな命が呼ぶとき」として映画化されている。

## 投与方法
マイオザイムは消化管で分解を受けるため経口投与はできず、静脈注射により投与する。投与期間は2週間に1度の投与となる。

## 副作用
一般的な副作用として肺炎、呼吸の合併症、感染症および発熱が報告されている。より重篤な副作用としては心肺不全、アナフィラキシーショックが報告され、マイオザイムの製品情報には生命の危険があるアレルギー反応に対する警告がある。